# Тіна Тернер (автогонщиця)
Марія Крістіна Тернер (швед. Maria Christina «Tina» Thörner; нар. 24 лютого 1966, Сеффле, Вермланд) - штурман багатьох різних водіїв на ралі "Дакар", разом із Джуттою Клейншмідт, з якою отримала третє місце в складі першої жіночої команди в 1999 році та з Коліном Макреєм в 2004 - 2005 роках.

## Біографія
Тіна Тернер із дитинства мріяла стати автогонщицею, що сприймалося дуже скептично через її стать. У 1984 році вона вперше проїхала гонку штурманом, коли її другу був потрібен партнер на ралі. Через кілька років Тіна почала брати участь у WRC, чемпіонаті світу з ралі, на якому в 1990-х роках їздила на постійній основі. У 1999 році Тернер проїхала Ралі Дакар з Юттою Кляйншмідт. У 2002 році шведка закінчила виступ у класичному чемпіонаті світу з ралі, продовжуючи брати участь у ралі-рейдах, де отримала декілька перемог. Серед її пілотів було багато відомих гонщиків, таких як: Арі Ватанен і Насер Аль Атіях. У грудні 2009 року Тернер зайняла посаду менеджера нової команди «Pewano», яка через 2 роки взяла участь у Ралі Дакар на спортпрототипах Volvo XC60, а сама Тіна займала місце штурмана однієї з авто.
Окрім участі у гонках, Тіна є активною і в інших галузях. Вона проводить тренінги та мотиваційні лекції, бере участь у антинаркотичних кампаніях, знімається в телешоу. З 1997 по 2007 рік  вона зустрічалася з чемпіоном DTM Маттіасом Екстремом, який молодший за Тіну на 12 років.